# نشان‌های ملی اقیانوسیه
کشورها و سرزمین‌های اقیانوسیه دارای نشان‌ها و نشان‌های ملی زیر هستند:

## کشورهای مستقل
| کشور                  | نشان | شعار                                                                                       | نوشتار اصلی                    |
| --------------------- | ---- | ------------------------------------------------------------------------------------------ | ------------------------------ |
| استرالیا              |      | Australia                                                                                  | نشان ملی استرالیا              |
| اندونزی (فراقاره‌ای)   |      | Bhinneka Tunggal Ika                                                                       | نشان ملی اندونزی               |
| ایالات فدرال میکرونزی |      | (بیرون) Government of the Federated States of Micronesia (درون) Peace, Unity, Liberty/1979 | نشان ملی ایالات فدرال میکرونزی |
| پاپوآ گینه نو         |      | ندارد                                                                                      | نشان ملی پاپوآ گینه نو         |
| پالائو                |      | (بالا) Olbiil era Kelulau (پایین) Republic of Palau                                        | نشان ملی پالائو                |
| تونگا                 |      | Ko e ʻOtua mo Tonga ko hoku Tofiʻa                                                         | نشان ملی تونگا                 |
| تووالو                |      | Tuvalu mo te Atua                                                                          | نشان ملی تووالو                |
| جزایر سلیمان          |      | To Lead is to Serve                                                                        | نشان ملی جزایر سلیمان          |
| جزایر مارشال          |      | (بالا) Republic of the Marshall Islands (پایین) Jepilpilin Ke Ejukaan                      | نشان ملی جزایر مارشال          |
| ساموآ                 |      | Fa'avae i le Atua Samoa                                                                    | نشان ملی ساموآ                 |
| فیجی                  |      | Rerevaka na Kalou ka doka na Tui                                                           | نشان ملی فیجی                  |
| کیریباتی              |      | Te Mauri Te Raoi Ao Te Tabomoa                                                             | نشان ملی کیریباتی              |
| نائورو                |      | (بالا) Naoero (پایین) God's Will First                                                     | نشان ملی نائورو                |
| نیوزیلند              |      | New Zealand                                                                                | نشان ملی نیوزیلند              |
| وانواتو               |      | Long God yumi stanap                                                                       | نشان ملی وانواتو               |

## مناطق خودگردان و قلمروهای وابسته
| کشور                | منطقه خودگردان/قلمرو وابسته | نشان | شعار                                                                                  | نوشتار اصلی               |
| ------------------- | --------------------------- | ---- | ------------------------------------------------------------------------------------- | ------------------------- |
| استرالیا            | جزیره نورفک                 |      | Inasmuch                                                                              | نشان ملی جزیره نورفک      |
| ایالات متحده آمریکا | جزایر ماریانای شمالی        |      | (بیرون) Commonwealth of the Northern Marianas (درون) United States/1976/Official Seal | نشان جزایر ماریانای شمالی |
| ایالات متحده آمریکا | ساموآی آمریکا               |      | (بالا) Seal of American Samoa • 17 April 1900 (پایین) Samoa muamua le Atua            | نشان ساموآی آمریکا        |
| ایالات متحده آمریکا | گوآم                        |      | Guam                                                                                  | نشان گوآم                 |
| ایالات متحده آمریکا | هاوایی                      |      | (بالا) State of Hawaii (پایین) Ua Mau ke Ea o ka ʻĀina i ka Pono                      | نشان هاوایی               |
| بریتانیا            | جزایر پیت‌کرن                |      | ندارد                                                                                 | نشان ملی جزایر پیت‌کرن     |
| شیلی                | جزیره ایستر (راپا نوئی)     |      | ندارد                                                                                 | نشان ملی جزیره ایستر      |
| فرانسه              | پلی‌نزی فرانسه               |      | ندارد                                                                                 | نشان ملی پلی‌نزی فرانسه    |
| فرانسه              | کالدونیای جدید              |      | ندارد                                                                                 | نشان کالدونیای جدید       |
| فرانسه              | والیس و فوتونا              |      | ندارد                                                                                 | نشان ملی والیس و فوتونا   |
| نیوزیلند            | توکلائو                     |      | Tokelau mo te Atua                                                                    | نشان توکلائو              |
| نیوزیلند            | جزایر کوک                   |      | Cook Islands                                                                          | نشان ملی جزایر کوک        |
| نیوزیلند            | نیووی                       |      | (بالا) Public Seal of Niue (پایین) Atua, Niue Tukulagi                                | نشان نیووی                |